# Hahncappsia conisphora
Hahncappsia conisphora là một loài bướm đêm trong họ Crambidae.